# 탄핵
탄핵(彈劾, impeachment)은 일반적인 절차에 따른 파면이 곤란하거나 검찰 기관에 의한 소추가 사실상 어려운 대통령·법관 등 고위직 공무원을 의회에서 소추하여 파면하거나 처벌하는 행위 혹은 제도이다. 탄핵은 입법 기관이나 기타 법적으로 구성된 재판소가 위법 행위에 대해 공무원을 기소하고 심판하는 절차이다. 이는 정치적, 법적 요소를 모두 포함하는 독특한 프로세스로 이해될 수 있다.
유럽과 라틴 아메리카에서는 장관직의 고유한 특성으로 인해 장관이 기소할 수 있는 범위를 벗어나거나 장관의 특별한 기대를 통하지 않는 한 그들의 위법 행위가 범죄로 법으로 성문화되지 않기 때문에 탄핵은 장관 관료에게만 국한되는 경향이 있다. 그러나 "동료와 일반인" 모두 이 과정의 대상이 되었다. 1990년부터 2020년까지 63개국, 132명의 국가 원수에 대해 최소 272건의 탄핵 혐의가 제기되었다. 대부분의 민주주의 국가(미국을 제외하고)는 어떤 방식으로든 법원(종종 국가 헌법 재판소)을 포함한다.
전 세계 대통령 제도의 거의 40%를 포함하는 라틴 아메리카에서는 1978년부터 2019년까지 7개국 10명의 대통령이 탄핵 또는 무능력 선언을 통해 국회에 의해 해임되었다.
탄핵의 결과와 정의에 관한 국내법은 서로 다르지만, 탄핵의 의도는 거의 항상 신속하게 공직을 비우는 것이다. 대부분의 국가에서 절차는 양원제 의회의 하원에서 시작되어 위법 행위를 고발한 다음 상원에서 탄핵 재판과 선고를 관리한다. 가장 일반적으로 공무원은 하원에서 혐의를 인정하기로 투표한 후에 탄핵된 것으로 간주되며, 탄핵 자체로 해당 공무원이 공직에서 해임되는 것은 아니다.
탄핵은 개인이 고위 공직(선거, 비준, 임명)을 달성하는 일반적인 헌법 절차에서 벗어나는 것이고 일반적으로 절대다수 의석이 필요하기 때문에 일반적으로 직위를 심각하게 남용한 것으로 간주되는 사람에게만 적용된다. 예를 들어, 미국에서 연방 차원의 탄핵은 "반역, 뇌물 수수 또는 기타 중대한 범죄 및 경범죄"를 저지른 사람으로 제한된다. 기소 가능한 형사 범죄가 아니더라도 권력, 공신력 침해 또는 기타 정치적 범죄. 미국 헌법에 따르면 하원은 탄핵에 대한 단독 권한을 가지며, 상원은 탄핵 심리(예: 무죄 또는 유죄 판결)에 대한 단독 권한을 갖는다. 탄핵심판의 타당성은 비사법적(즉, 법원의 심사가 불가능한) 정치적 문제이다. 미국에서 탄핵은 형벌 절차가 아닌 교정 절차이다.  "공직에 부적합한 개인을 제거하여 효과적으로 '헌법 정부를 유지'"하기 위한 것이다.  탄핵 및 해임 대상자는 여전히 책임을 져야 하며 기소, 재판의 대상이 되며, 심판과 형벌은 법에 의거한다.
브라질, 프랑스, 인도, 아일랜드, 필리핀, 러시아, 한국, 미국 등 많은 국가의 헌법에 탄핵이 규정되어 있다. 이는 정부와 장관을 공직에서 해임하기 위해 견책 동의를 사용할 수 있는 일부 국가에서 이용할 수 있는 불신임 동의 절차와는 다르다. 이러한 절차는 미국과 같이 대통령제 정부가 있는 국가에서는 적용되지 않는다.

## 어원과 역사
한자 문화권에서 일반적인 의미로 쓰이는 ‘탄핵(彈劾)’이란 단어는 ‘죄나 잘못을 따져 묻는 것’을 뜻한다. 예를 들어 조선 시대에는 다른 신하의 잘못을 따져서 왕에게 아뢰는 것을 ‘탄핵’이라 했다. 현대적인 의미의 ‘탄핵’은 영어 단어 impeachment의 번역어이며, 이 영어 단어는 ‘구속하다’·‘묶다’·‘방해하다’라는 뜻의 고대 프랑스어 empeechier에서 유래했다.
근대적인 정부에서 이뤄진 탄핵은 1376년 영국의 제4대 라티머 남작인 윌리엄 라티머를 영국 의회가 탄핵한 것을 그 시초로 본다.

## 탄핵의 방법 및 과정

### 대한민국
대한민국에서의 탄핵은 국회에서 소추 및 의결을 실시하며, 의결 통과시 대상자의 권한이 소추서의 송달시 정지되고 이후 헌법재판소에서 탄핵의 최종여부를 결정함으로써 완성된다. 국회에서의 필요정족수는 피소추인의 신분에 따라 다르며 그 조건은 다음과 같고, 헌법재판소에서는 6인 이상의 인용의견이 있어야 한다.
- 대통령 : 국회재적의원 과반수 발의, 국회재적의원 3분의 2 이상의 찬성
- 국무총리·국무위원·행정각부의 장·헌법재판소 재판관·대법관·법관·검사·중앙선거관리위원회 위원·감사원장·감사위원·기타 법률이 정한 공무원 : 국회재적의원 3분의 1 이상의 발의, 국회재적의원 과반수의 찬성

탄핵소추의 중대성에 비추어 소추의결을 하기 전에 충분한 찬반토론을 거치는 것이 바람직하나 국회법에 탄핵소추안에 대하여 표결 전에 반드시 토론을 거쳐야 한다는 명문 규정은 없으며, 탄핵소추안을 각 소추사유별로 나누어 발의할 것인지 아니면 여러 소추사유를 포함하여 하나의 안으로 발의할 것인지는 소추안을 발의하는 의원들의 자유로운 의사에 달린 것이다
본래 헌법재판소에서 탄핵여부를 결정할 때 소수의견을 공개하지 않기로 하는 법률과 판례가 있었으나, 2004년 제16대 대통령 노무현에 대한 탄핵 심판 이후로 법률을 개정하여 모두 공개토록 하였다.
탄핵소추절차는 국회와 대통령이라는 헌법기관 사이의 문제이고, 국회의 탄핵소추의결에 따라 사인으로서 대통령 개인의 기본권이 침해되는 것이 아니며 국가기관으로서 대통령의 권한행사가 정지될 뿐이어서, 국가기관이 국민에 대하여 공권력을 행사할 때 준수하여야 하는 법원칙으로 형성된 적법절차 원칙을 탄핵소추절차에 직접 적용할 수 없다

#### 탄핵사유
헌법은 탄핵사유를 “헌법이나 법률에 위배한 때”로 규정하고 있는데, ‘헌법’에는 명문의 헌법규정뿐만 아니라 헌법재판소의 결정에 의하여 형성되어 확립된 불문헌법도 포함된다

### 미국
미국의 경우에는 하원의 소추와 상원의 심판이라는 두 가지 절차로 이루어진다. 하원의 소추에도 불구하고 무죄 추정의 원칙을 존중하여 그 권한은 정지되지 아니한다. 이후 상원에서 전적으로 탄핵 여부를 심사하며 연방대법원의 관여는 없다. 탄핵시 사면을 금지하는 명문의 규정을 두고 있다.

### 일본
- 헌법과 재판관탄핵재판소법에 의한 재판관의 탄핵: 재판관탄핵재판소에서 재판
- 국가공무원법에 의한 인사관의 탄핵: 최고재판소에서 재판

## 세계의 탄핵 사건
- 대한민국 임시정부
  - 1925년 3월 23일 : 대한민국 임시정부의 이승만 대통령이 의정원의 탄핵 의결로 대통령직에서 면직.
- 대한민국
  - 대한민국 대통령
    - 노무현 대통령 탄핵소추(2004년 3월 12일 ~ 2004년 5월 14일) : 공직선거 및 선거부정방지법이 정한 중립의무 및 헌법 위반을 사유로 탄핵소추안 국회 가결. 이후 2004년 5월 14일 헌법재판소 기각 결정으로 대통령직 복귀.
    - 박근혜 대통령 탄핵(2016년 12월 9일 ~ 2017년 3월 10일) : 박근혜-최순실 게이트 등의 헌법과 법률 위반 혐의를 사유로 대통령 탄핵 소추안 국회 가결. 이후 2017년 3월 10일 헌법재판소 인용 결정으로 대통령직 파면.
    - 윤석열 대통령 탄핵(2024년 12월 4일 ~2025년 4월 4일) : 대통령의 법률 거부권 남용, 2024년 대한민국 비상계엄의 위법성 등으로 2024년 12월 14일 탄핵소추안 국회 가결, 2025년 4월  4일 헌법재판소 인용 결정으로 대통령직 파면.

  - 대한민국 국무총리
    - 한덕수 국무총리 탄핵소추(2024년 12월 27일~2025년 3월 24일): 헌법재판관 미임명 등으로 2024년 12월 26일 탄핵소추안 발의, 2025년 3월 24일 헌법재판소 기각 결정으로 국무총리직 복귀
- 미국
  - 1868년 : 앤드루 존슨 대통령이 남북 전쟁 이후 남부의 재건과정에서 온건 정책을 취하면서 북부의 공화당 급진파와 대립. 미국 대통령으로서는 처음으로 탄핵재판을 받았으나, 단 1표 차로 부결
  - 1974년 : 워터게이트 사건 후 하원 사법위원회에서 리처드 닉슨 대통령에 대한 탄핵결의 가결. 이후 리처드 닉슨 대통령 자진 사퇴
  - 1998년 : 빌 클린턴 대통령에 대하여 미국 하원에서 '연방 대배심원 증언 때의 위증'과 '사법방해'를 사유로 하는 탄핵안 통과. 이후 1999년 2월 상원에서 위증 혐의에 대해 찬성 44 대 반대 55, 사법방해 혐의에 대해 찬성 50 대 반대 50의 결과가 나옴으로써, 의결정족수인 67표에 못 미쳐 탄핵안 부결
  - 2020년: 2019년 도널드 트럼프 대통령 탄핵 소추
  - 2021년: 2021년 도널드 트럼프 대통령 탄핵 소추
- 브라질
  - 1992년 12월 30일 : 32대 대통령인 페르난두 콜로르 지 멜루가 브라질 대의원(브라질 하원)이 그의 탄핵 표결을 앞두고 하야. 이후 부정 축재 혐의가 적발되어 8년간 대통령 피선거권 박탈
  - 2016년 4월 17일 : 예산 유용 등의 혐의로 지우마 호세프 대통령의 탄핵 절차 개시를 브라질 헌법재판소에서 승인.[10] 이후 같은 해 5월 12일 대통령 직무 정지가 승인된 브라질 연방상원에 의해 인준[11], 같은 해 8월 31일 브라질 연방 상원의회에서 재적 의원 수 ⁠2/3⁠ 이상 찬성으로 탄핵 확정되어 부통령 미셰우 테메르가 대통령직 승계[12]

## 대한민국의 탄핵 사례
| 성명   | 직책                           | 국회             | 국회                             | 국회 | 국회 | 국회 | 국회 | 국회 | 국회       | 헌법재판소       | 헌법재판소 | 헌법재판소 | 헌법재판소 | 헌법재판소   | 헌법재판소 |
| 성명   | 직책                           | 제안일           | 의결일                           | 재적 | 찬성 | 반대 | 기권 | 무효 | 결과       | 결정일           | 인용       | 기각       | 각하       | 심판절차종료 | 결과       |
| ------ | ------------------------------ | ---------------- | -------------------------------- | ---- | ---- | ---- | ---- | ---- | ---------- | ---------------- | ---------- | ---------- | ---------- | ------------ | ---------- |
| 유태흥 | 대법원장                       | 1985년 10월 18일 | 1985년 10월 21일                 | 275  | 95   | 146  | 5    | 1    | 부결       |                  |            |            |            |              |            |
| 김도언 | 검찰총장                       | 1994년 12월 16일 | 1994년 12월 19일                 | 299  | 88   | 158  | 1    | 2    | 부결       |                  |            |            |            |              |            |
| 김태정 | 검찰총장                       | 1998년 5월 26일  | 폐기                             | 폐기 | 폐기 | 폐기 | 폐기 | 폐기 | 폐기       |                  |            |            |            |              |            |
| 김태정 | 검찰총장                       | 1999년 2월 4일   | 1999년 4월 7일                   | 297  | 145  | 140  | 2    | 4    | 부결       |                  |            |            |            |              |            |
| 박순용 | 검찰총장                       | 1999년 8월 26일  | 폐기                             | 폐기 | 폐기 | 폐기 | 폐기 | 폐기 | 폐기       |                  |            |            |            |              |            |
| 박순용 | 검찰총장                       | 2000년 10월 13일 | 폐기                             | 폐기 | 폐기 | 폐기 | 폐기 | 폐기 | 폐기       |                  |            |            |            |              |            |
| 신승남 | 대검찰청 차장검사              | 2000년 10월 13일 | 폐기                             | 폐기 | 폐기 | 폐기 | 폐기 | 폐기 | 폐기       |                  |            |            |            |              |            |
| 신승남 | 검찰총장                       | 2001년 12월 5일  | 폐기                             | 폐기 | 폐기 | 폐기 | 폐기 | 폐기 | 폐기       |                  |            |            |            |              |            |
| 노무현 | 대통령                         | 2004년 3월 9일   | 2004년 3월 12일                  | 272  | 193  | 2    |      |      | 가결       | 2004년 5월 14일  | 3          | 5          | 1          |              | 기각       |
| 최재경 | 검사                           | 2007년 12월 10일 | 폐기                             | 폐기 | 폐기 | 폐기 | 폐기 | 폐기 | 폐기       |                  |            |            |            |              |            |
| 김기동 | 검사                           | 2007년 12월 10일 | 폐기                             | 폐기 | 폐기 | 폐기 | 폐기 | 폐기 | 폐기       |                  |            |            |            |              |            |
| 김홍일 | 검사                           | 2007년 12월 10일 | 폐기                             | 폐기 | 폐기 | 폐기 | 폐기 | 폐기 | 폐기       |                  |            |            |            |              |            |
| 신영철 | 대법관                         | 2009년 11월 6일  | 폐기                             | 폐기 | 폐기 | 폐기 | 폐기 | 폐기 | 폐기       |                  |            |            |            |              |            |
| 정종섭 | 행정자치부 장관                | 2015년 9월 14일  | 폐기                             | 폐기 | 폐기 | 폐기 | 폐기 | 폐기 | 폐기       |                  |            |            |            |              |            |
| 박근혜 | 대통령                         | 2016년 12월 3일  | 2016년 12월 9일                  | 300  | 234  | 56   | 2    | 7    | 가결       | 2017년 3월 10일  | 8          | 0          | 0          |              | 인용       |
| 홍남기 | 기획재정부 장관                | 2019년 12월 12일 | 폐기                             | 폐기 | 폐기 | 폐기 | 폐기 | 폐기 | 폐기       |                  |            |            |            |              |            |
| 홍남기 | 기획재정부 장관                | 2019년 12월 27일 | 폐기                             | 폐기 | 폐기 | 폐기 | 폐기 | 폐기 | 폐기       |                  |            |            |            |              |            |
| 추미애 | 법무부 장관                    | 2020년 1월 10일  | 폐기                             | 폐기 | 폐기 | 폐기 | 폐기 | 폐기 | 폐기       |                  |            |            |            |              |            |
| 홍남기 | 기획재정부 장관                | 2020년 1월 13일  | 폐기                             | 폐기 | 폐기 | 폐기 | 폐기 | 폐기 | 폐기       |                  |            |            |            |              |            |
| 추미애 | 법무부 장관                    | 2020년 7월 20일  | 2020년 7월 23일                  | 300  | 109  | 179  |      | 4    | 부결       |                  |            |            |            |              |            |
| 임성근 | 법관                           | 2021년 2월 1일   | 2021년 2월 4일                   | 300  | 179  | 102  | 3    | 4    | 가결       | 2021년 10월 28일 | 3          | 5          | 1          |              | 각하       |
| 이상민 | 행정안전부 장관                | 2023년 2월 6일   | 2023년 2월 8일                   | 299  | 179  | 109  |      | 5    | 가결       | 2023년 7월 25일  |            | 9          |            |              | 기각       |
| 안동완 | 검사                           | 2023년 9월 19일  | 2023년 9월 21일                  | 298  | 180  | 105  |      | 2    | 가결       | 2024년 5월 30일  | 4          | 5          |            |              | 기각       |
| 이동관 | 방송통신위원회 위원장          | 2023년 11월 9일  | 철회                             | 철회 | 철회 | 철회 | 철회 | 철회 | 철회       |                  |            |            |            |              |            |
| 손준성 | 검사                           | 2023년 11월 9일  | 철회                             | 철회 | 철회 | 철회 | 철회 | 철회 | 철회       |                  |            |            |            |              |            |
| 이정섭 | 검사                           | 2023년 11월 9일  | 철회                             | 철회 | 철회 | 철회 | 철회 | 철회 | 철회       |                  |            |            |            |              |            |
| 이희동 | 검사                           | 2023년 11월 9일  | 철회                             | 철회 | 철회 | 철회 | 철회 | 철회 | 철회       |                  |            |            |            |              |            |
| 임홍석 | 검사                           | 2023년 11월 9일  | 철회                             | 철회 | 철회 | 철회 | 철회 | 철회 | 철회       |                  |            |            |            |              |            |
| 이동관 | 방송통신위원회 위원장          | 2023년 11월 28일 | 철회                             | 철회 | 철회 | 철회 | 철회 | 철회 | 철회       |                  |            |            |            |              |            |
| 손준성 | 검사                           | 2023년 11월 28일 | 2023년 12월 1일                  | 298  | 175  | 2    | 1    | 2    | 가결       | 2025년 7월 17일  |            | 7          |            |              | 기각       |
| 이정섭 | 검사                           | 2023년 11월 28일 | 2023년 12월 1일                  | 298  | 174  | 3    | 1    | 2    | 가결       | 2024년 8월 29일  |            | 9          |            |              | 기각       |
| 이동관 | 방송통신위원회 위원장          | 2023년 11월 29일 | 폐기                             | 폐기 | 폐기 | 폐기 | 폐기 | 폐기 | 폐기       |                  |            |            |            |              |            |
| 김홍일 | 방송통신위원회 위원장          | 2024년 6월 27일  | 폐기                             | 폐기 | 폐기 | 폐기 | 폐기 | 폐기 | 폐기       |                  |            |            |            |              |            |
| 강백신 | 검사                           | 2024년 7월 2일   |                                  |      |      |      |      |      |            |                  |            |            |            |              |            |
| 김영철 | 검사                           | 2024년 7월 2일   |                                  |      |      |      |      |      |            |                  |            |            |            |              |            |
| 박상용 | 검사                           | 2024년 7월 2일   |                                  |      |      |      |      |      |            |                  |            |            |            |              |            |
| 엄희준 | 검사                           | 2024년 7월 2일   |                                  |      |      |      |      |      |            |                  |            |            |            |              |            |
| 이상인 | 방송통신위원회 위원장 직무대행 | 2024년 7월 25일  | 폐기                             | 폐기 | 폐기 | 폐기 | 폐기 | 폐기 | 폐기       |                  |            |            |            |              |            |
| 이진숙 | 방송통신위원회 위원장          | 2024년 8월 1일   | 2024년 8월 2일                   | 300  | 186  | 1    |      | 1    | 가결       | 2025년 1월 23일  | 4          | 4          |            |              | 기각       |
| 최재해 | 감사원장                       | 2024년 12월 2일  | 2024년 12월 5일                  | 300  | 188  | 4    |      |      | 가결       | 2025년 3월 13일  |            | 8          |            |              | 기각       |
| 이창수 | 검사                           | 2024년 12월 2일  | 2024년 12월 5일                  | 300  | 185  | 3    |      | 4    | 가결       | 2025년 3월 13일  |            | 8          |            |              | 기각       |
| 조상원 | 검사                           | 2024년 12월 2일  | 2024년 12월 5일                  | 300  | 187  | 4    |      | 1    | 가결       | 2025년 3월 13일  |            | 8          |            |              | 기각       |
| 최재훈 | 검사                           | 2024년 12월 2일  | 2024년 12월 5일                  | 300  | 186  | 4    |      | 2    | 가결       | 2025년 3월 13일  |            | 8          |            |              | 기각       |
| 윤석열 | 대통령                         | 2024년 12월 4일  | 2024년 12월 7일 2024년 12월 14일 | 300  | 204  | 85   | 3    | 8    | 가결       | 2025년 4월 4일   | 8          |            |            |              | 가결       |
| 김용현 | 국방부 장관                    | 2024년 12월 4일  | 폐기                             | 폐기 | 폐기 | 폐기 | 폐기 | 폐기 | 폐기       |                  |            |            |            |              |            |
| 이상민 | 행정안전부 장관                | 2024년 12월 7일  | 폐기                             | 폐기 | 폐기 | 폐기 | 폐기 | 폐기 | 폐기       |                  |            |            |            |              |            |
| 박성재 | 법무부 장관                    | 2024년 12월 10일 | 2024년 12월 12일                 | 299  | 195  | 100  |      |      | 가결       | 2025년 4월 10일  |            | 8          |            |              | 기각       |
| 조지호 | 경찰청장                       | 2024년 12월 10일 | 2024년 12월 12일                 | 299  | 202  | 88   | 1    | 4    | 가결       |                  |            |            |            |              |            |
| 윤석열 | 대통령                         | 2024년 12월 12일 | 2024년 12월 14일                 | 300  | 204  | 85   | 3    | 8    | 가결       | 2025년 4월 4일   | 8          | 0          | 0          |              | 인용       |
| 한덕수 | 국무총리                       | 2024년 12월 26일 | 2024년 12월 27일                 | 300  | 192  |      |      |      | 가결       | 2025년 3월 24일  | 1          | 5          | 2          |              | 기각       |
| 최상목 | 기획재정부 장관                | 2025년 3월 21일  | 2025년 5월 1일                   | 300  | 폐기 | 폐기 | 폐기 | 폐기 | 투표불성립 |                  |            |            |            |              |            |
| 심우정 | 검찰총장                       | 2025년 5월 1일   | 2025년 5월 1일                   | 300  | 폐기 | 폐기 | 폐기 | 폐기 | 투표불성립 |                  |            |            |            |              |            |